# Cynthia Kauffman
Cynthia Diane Kauffman (* 23. August 1948 in Seattle, Washington) ist eine ehemalige US-amerikanische Eiskunstläuferin, die im Paarlauf startete.
Zusammen mit ihrem älteren Bruder Ronald Kauffman wurde sie in den Jahren 1966 bis 1969 US-Meisterin im Paarlauf. Das Paar nahm von 1964 bis 1969 an Weltmeisterschaften teil. Bei den Weltmeisterschaften 1966 in Davos, 1967 in Wien und 1968 in Genf gewannen sie die Bronzemedaille, stets bei Siegen von Ljudmila Beloussowa und Oleg Protopopow aus der Sowjetunion. Die Kauffmanns bestritten zwei Olympische Spiele. 1964 in Innsbruck wurden sie Achte und 1968 in Grenoble belegten sie den sechsten Platz. Sie waren das erste Paar, das einen Wurf-Axel zeigte.

## Ergebnisse

### Paarlauf
(mit Ronald Kauffman)
| Wettbewerb / Jahr                | 1964 | 1965 | 1966 | 1967 | 1968 | 1969 |
| -------------------------------- | ---- | ---- | ---- | ---- | ---- | ---- |
| Olympische Winterspiele          | 8.   |      |      |      | 6.   |      |
| Weltmeisterschaften              | 7.   | 6.   | 3.   | 3.   | 3.   | 4.   |
| US-amerikanische Meisterschaften | 3.   | 2.   | 1.   | 1.   | 1.   | 1.   |